# 加藤千佳 オトナの時間
『加藤千佳 オトナの時間』（かとうちか オトナのじかん）は、CBCラジオで毎週土曜日に放送されているラジオ番組。2016年1月2日放送開始。

## 概要
フリーアナウンサーの加藤千佳が、女性のためのお洒落な生活情報を伝える番組。登場するゲストや話題は加藤がピックアップする。以前のスポンサーはGOOD SPEED、現在は雨宮である。

## 放送時間
- 毎週土曜日 20:00 - 20:30（JST）